# Live 2011
Il Live 2011 è stato un tour musicale del gruppo statunitense dei Bon Jovi intrapreso nel 2011, come espansione del precedente The Circle Tour, per promuovere la raccolta di successi della band Greatest Hits.

## La Band
- Jon Bon Jovi - voce principale, chitarra ritmica
- Richie Sambora - chitarra principale, cori
- David Bryan - tastiere, cori
- Tico Torres - batteria

### Altri musicisti
- Hugh McDonald - basso, cori
- Bobby Bandiera - chitarra ritmica, cori
- Phil X - chitarra principale, cori (in sostituzione di Richie Sambora in alcune date del tour)

## Date

### Leg 1: Nord America
- 09.02.2011  - Bryce Jordan Center, University Park, PA
- 11.02.2011  - Consol Energy Center, Pittsburgh, PA
- 12.02.2011  - Consol Energy Center, Pittsburgh, PA
- 14.02.2011  - Air Canada Centre, Toronto, ON
- 15.02.2011  - Air Canada Centre, Toronto, ON
- 18.02.2011  - Bell Centre, Montreal, QC
- 19.02.2011  - Bell Centre, Montreal, QC
- 21.02.2011  - RBC Center, Raleigh, NC
- 24.02.2011  - Madison Square Garden, New York, NY
- 25.02.2011  - Madison Square Garden, New York, NY
- 27.02.2011  - Verizon Center, Washington, D.C.
- 01.03.2011  - TD Garden, Boston, MA
- 02.03.2011  - Wells Fargo Center, Philadelphia, PA
- 04.03.2011  - Mohegan Sun Arena, Uncasville, CT
- 05.03.2011  - Madison Square Garden, New York, NY
- 08.03.2011  - United Center, Chicago, IL
- 09.03.2011  - United Center, Chicago, IL
- 17.03.2011  - AT&T Center, San Antonio, TX
- 19.03.2011  - MGM Grand Garden Arena, Las Vegas, NV
- 22.03.2011  - Energy Solutions Arena, Salt Lake City, UT
- 25.03.2011  - Rogers Arena, Vancouver, BC
- 26.03.2011  - Rogers Arena, Vancouver, BC
- 30.04.2011  - New Orleans Jazz & Heritage Festival, Fair Grounds Race Course, New Orleans, LA
- 03.05.2011  - Scotiabank Place, Ottawa, ON
- 04.05.2011  - Bell Centre, Montreal, QC
- 06.05.2011  - Nassau Veterans Memorial Coliseum, Uniondale, NY
- 07.05.2011  - Mohegan Sun Arena, Uncasville, CT
- 10.05.2011  - Nationwide Arena, Columbus, OH
- 12.05.2011  - Wells Fargo Arena, Des Moines, IA
- 14.05.2011  - Philips Arena, Atlanta, GA
- 15.05.2011  - Amway Center, Orlando, FL
- 17.05.2011  - Toyota Center, Houston, TX
- 19.05.2011  - FedExForum, Memphis, TN
- 21.05.2011  - Bradley Center, Milwaukee, WI
- 22.05.2011  - Scottrade Center, St. Louis, MO

### Leg 2: Europa (conosciuta come "Open Air Tour")
- 08.06.2011  - Stadion Maksimir, Zagabria, Croazia
- 10.06.2011  - Ostragehege, Dresda, Germania
- 12.06.2011  - Olympiastadion, Monaco di Baviera, Germania
- 15.06.2011  - Ullevaal Stadion, Oslo, Norvegia
- 17.06.2011  - Olympic Stadium, Helsinki, Finlandia
- 19.06.2011  - CASA Arena Horsens, Horsens, Danimarca
- 22.06.2011  - Murrayfield Stadium, Edimburgo, Scozia
- 24.06.2011  - Old Trafford Cricket Ground, Manchester, Inghilterra
- 25.06.2011  - Hard Rock Calling, Hyde Park, Londra, Inghilterra
- 27.06.2011  - Ashton Gate, Bristol, Inghilterra
- 29.06.2011  - RDS Arena, Dublino, Irlanda
- 30.06.2011  - RDS Arena, Dublino, Irlanda
- 08.07.2011  - Türk Telekom Arena, Istanbul, Turchia
- 10.07.2011  - Piaţa Constituţiei, Bucarest, Romania
- 13.07.2011  - Esprit Arena, Düsseldorf, Germania
- 14.07.2011  - Letzigrund Stadion, Zurigo, Svizzera
- 16.07.2011  - Maimarkt-Gelände, Mannheim, Germania
- 17.07.2011  - Stadio Friuli, Udine, Italia
- 20.07.2011  - Olympic Stadium, Atene, Grecia
- 22.07.2011  - Ernst Happel Stadion, Vienna, Austria
- 24.07.2011  - Zeebrugge Strand, Bruges, Belgio
- 27.07.2011  - Estadio Olímpico Lluís Companys, Barcellona, Spagna
- 29.07.2011  - Estadio Municipal de Anoeta, San Sebastián, Spagna
- 31.07.2011  - Parque da Bela Vista, Lisbona, Portogallo